# 透地雷達

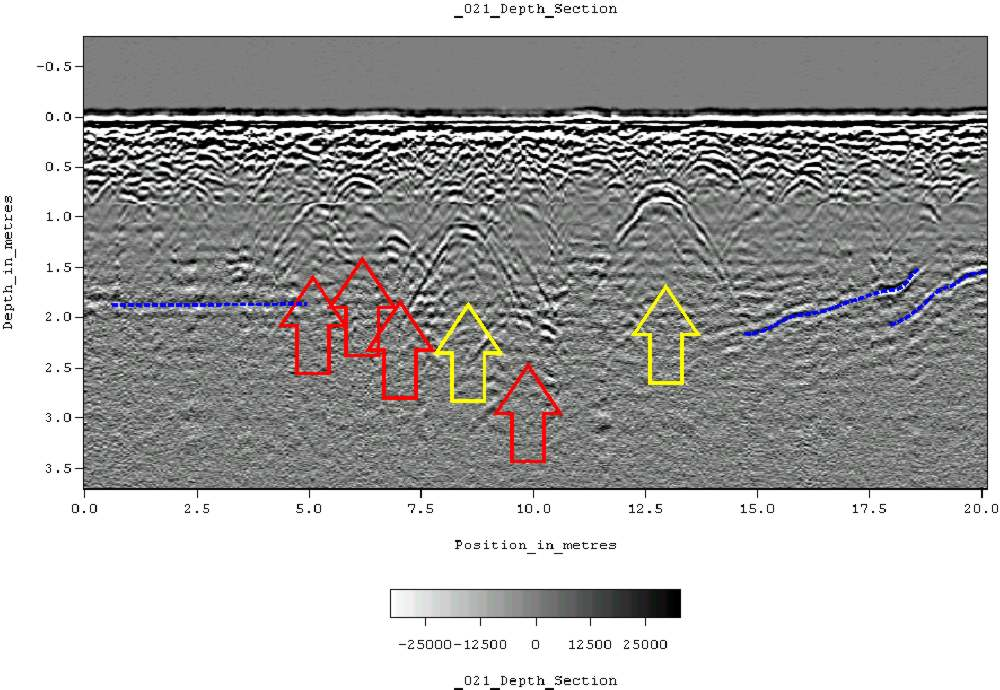
在美國阿拉巴馬州探測到地下舊墓地的透地雷達回波圖。双曲线反射波代表地下有物體埋藏，可能與人的墓葬有關。

透地雷達（Ground-penetrating radar，縮寫：GPR）是以雷達脈衝波探測地表以下狀況並成像的儀器。這是以無線電譜上的微波（UHF/VHF）波段電磁波進行的一種无损检测方式，並接收因為地表下各種物體結構造成的雷達反射波。透地雷達可以在岩石、土壤、冰、淡水、人行道以及各種結構物等介質使用。透地雷達可探測到地表下的物質、材質變化、空隙和裂隙等。

## 原理
透地雷達使用高頻率且通常被極化的無線電波，並且將電波發射入地表之下。當電磁波撞擊到埋在地表下的物體或到達介電常數變化的邊界時，天線接收到的反射波會記錄下反射回波的訊號差異。所涉及的原理類似於反射地震學，但使用的是電磁學能，而非声学能，並且電磁波會在不同介電常數的邊界處反射，而聲波是在聲波阻抗差異邊界。
透地雷達可探測的深度範圍受到地表下物質的電導率、發射波中心頻率和發射波功率限制。電導率上升時電磁波探測深度就會下降，這是因為電磁學能會更快速經由熱能消耗，使訊號強度隨深度增加而衰減。高頻率電磁波可穿透深度較低頻率淺，但光學解析度較高。最佳的穿透深度是在冰上可穿透數百公尺。而在乾燥的砂質土壤或花崗岩、石灰岩、混凝土等大塊物質的良好穿透深度可以達到15公尺。但是在潮濕或含有黏土的土壤中因為高電導率，有時候穿透深度只有數公分。
透地雷達的天線一般會接觸地表以接收到最強的反射波，空載的透地雷達天線則用於地表上方。
跨孔透地雷達已經被開發並應用在水文地球物理學領域，可用來評估土壤內水份是否存在與土壤含水量。

## 應用

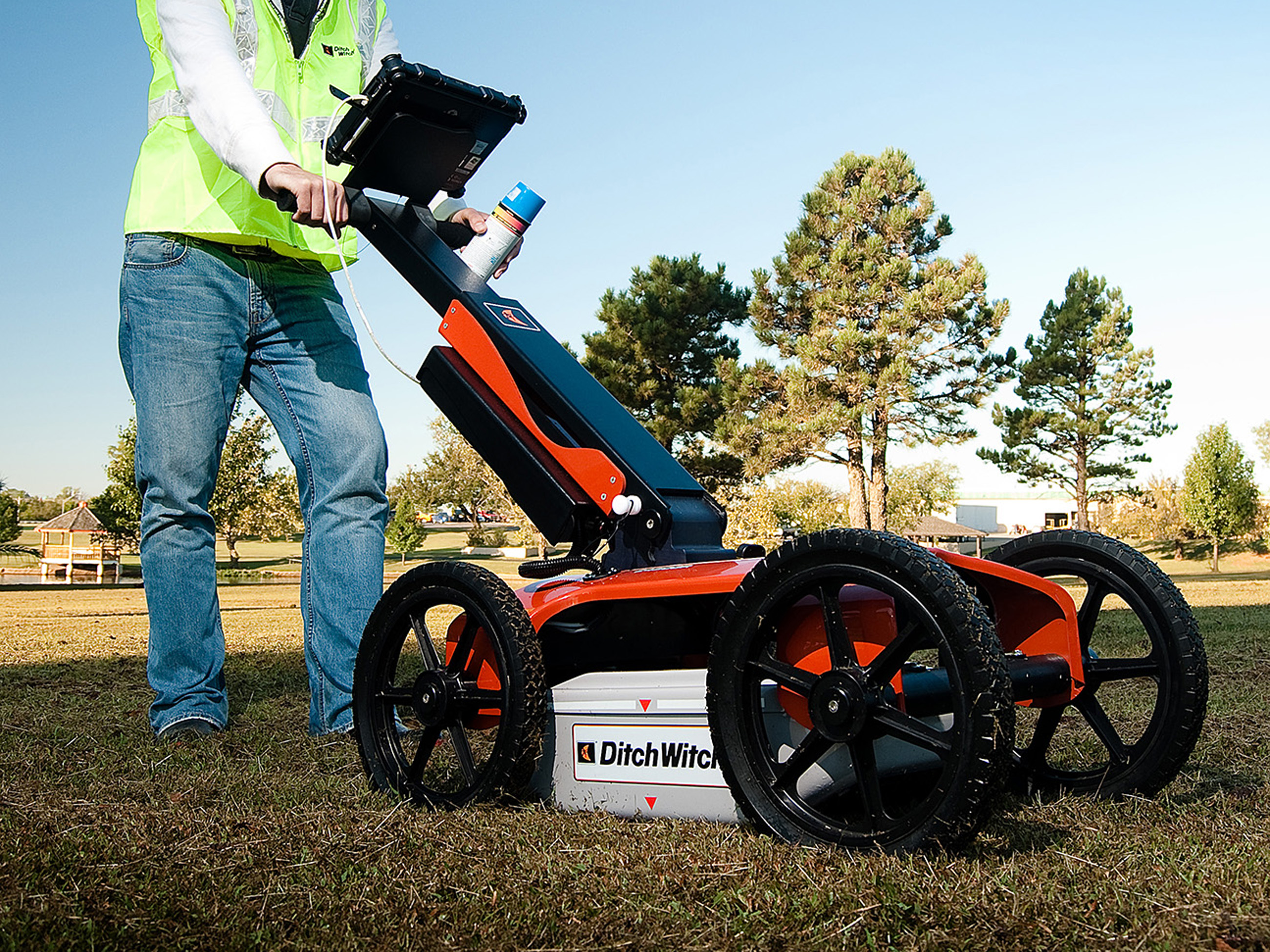
美國奧克拉荷馬州斯提爾瓦特附近使用透地雷達，2010年。

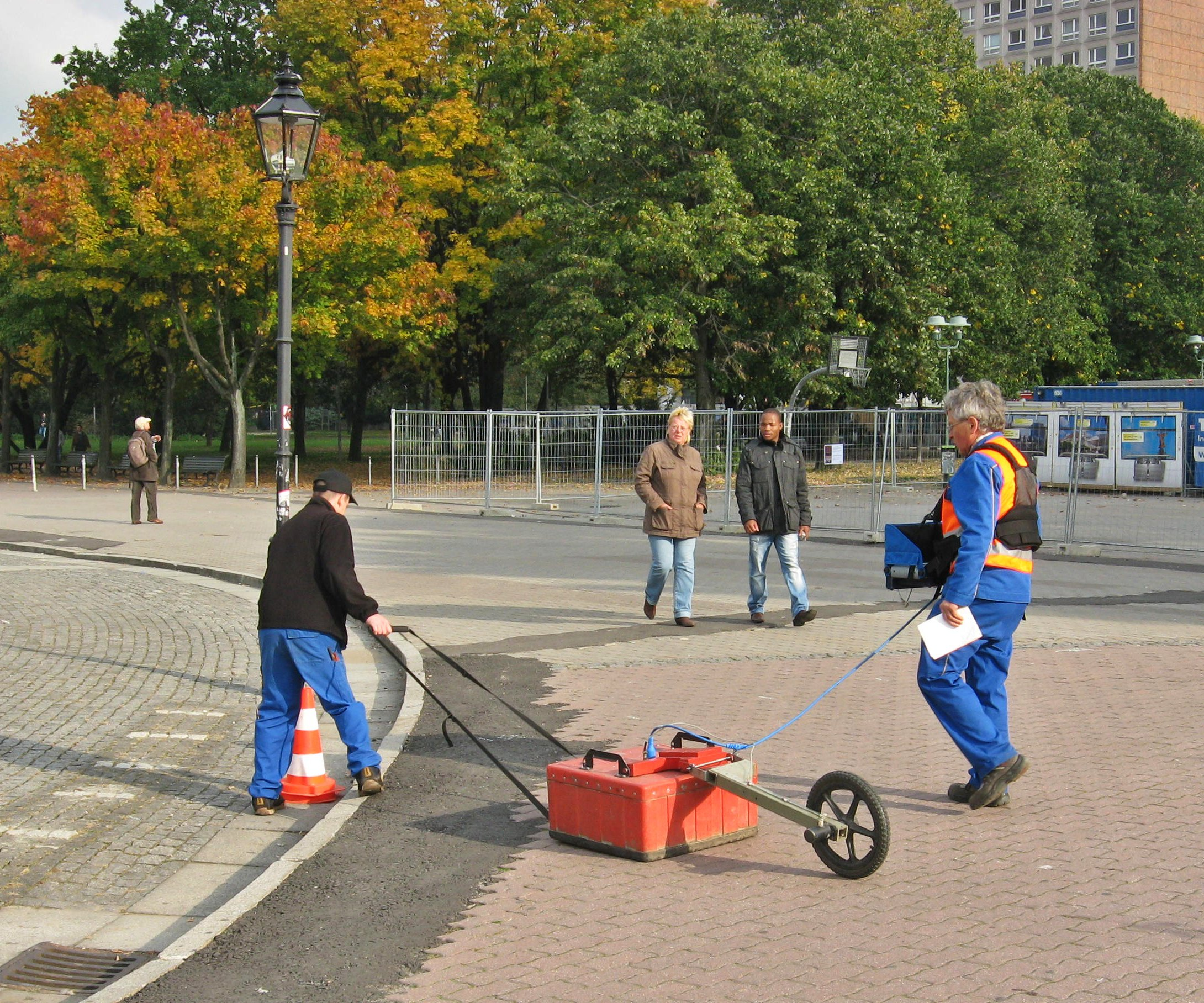
在德國柏林使用透地雷達進行考古探測。

透地雷達今日已在許多領域得到應用。地球科學家使用它來研究基岩、土壤、地下水和冰。有時候透地雷達會被用來尋找埋藏在河床下方的較重顆粒聚集區，可用來尋找黃金或沖積礫石層中的鑽石。中國的玉兔号月球车在車體底盤也搭載了透地雷達以探測月球表面土壤和外殼。
透地雷達在工程上的應用包含了結構和路面的无损检测，對地下結構和管線進行定位，以及研究土壤和基岩。在環境整治上，透地雷達可用來尋找垃圾掩埋場、汙染和其他需要進行整治的區域。而在考古地球物理學上，透地雷達可用來映射考古學上的遺物、特徵和墓地並繪製成圖。在執法上則應用透地雷達尋找隱密墓地或屍體等物體掩埋區域。軍事上則可使用透地雷達偵測地雷、未爆彈藥和地道。
1987年以前，英國伯明罕的弗蘭克利水庫每秒漏水量達到540公升。1987年科學家使用透地雷達成功找到漏水區，並將漏水區隔離。
孔內雷達應用透地雷達技術以測繪鑽孔以外的地表下結構。現代的定向孔內雷達系統可在單一鑽孔內探測並形成3維影像。
另一個透地雷達常見的應用就是對地表下的管線進行定位，這是因為透地雷達可以產生地表下電力、排水等各種管道的3維影像。
英國第四台電視節目《考古小隊》中常可看到透地雷達被用來確認適合進行開挖以搜尋物品的情節。1992年時英國辦案人員使用透地雷達找到綁架犯麥可·薩姆斯綁架了一名地產代理後所獲得，並且被埋在野外的15萬英鎊贖金。

### 考古學

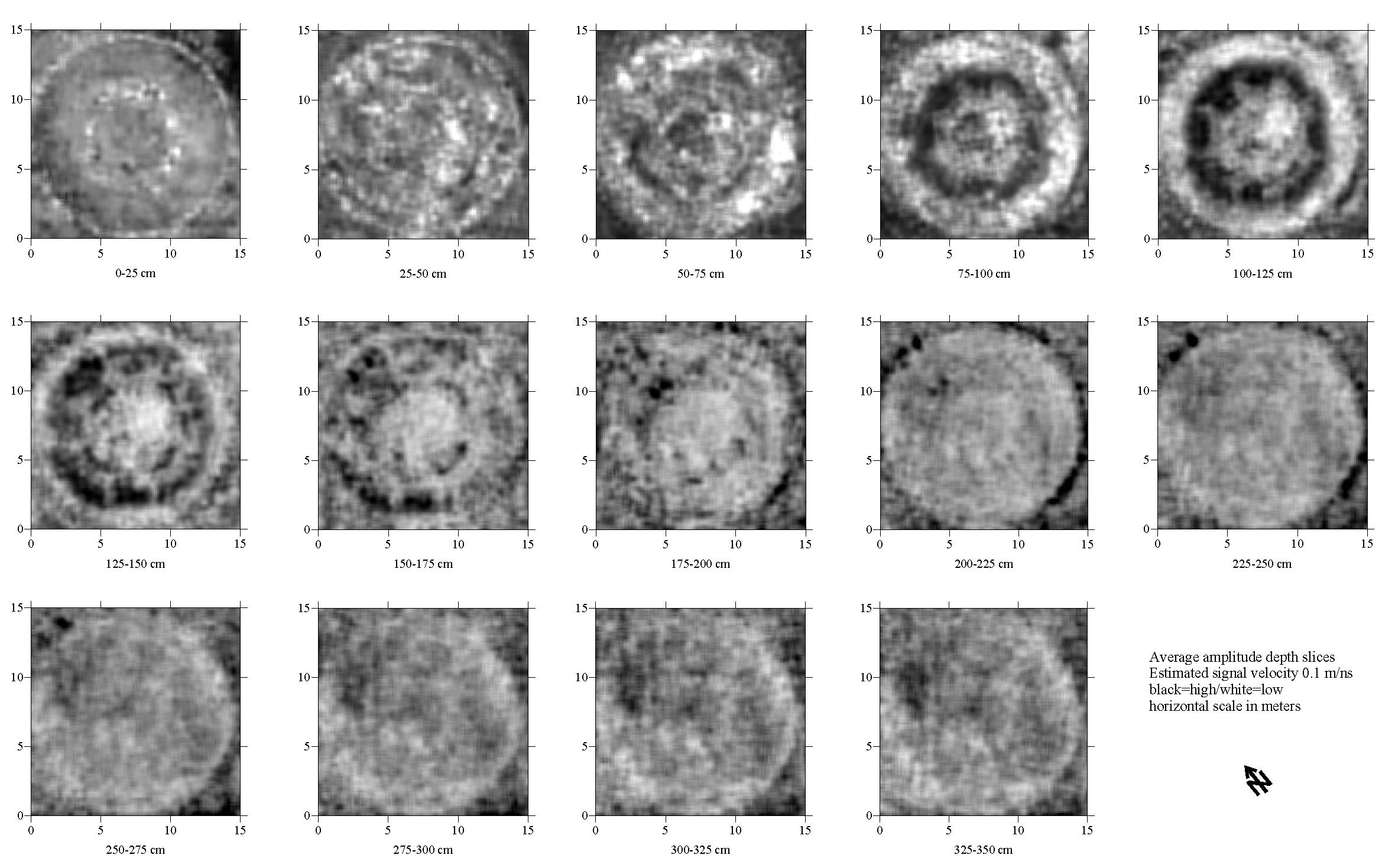
透地雷達的深度水平剖面圖顯示了一個墓地中古老墓穴的存在。這些平面視圖顯示了不同深度的地下構造。單獨代表垂直剖面的第60行資料則是收集後組成一個3維資料陣列，以表示不同深度的平面視圖。

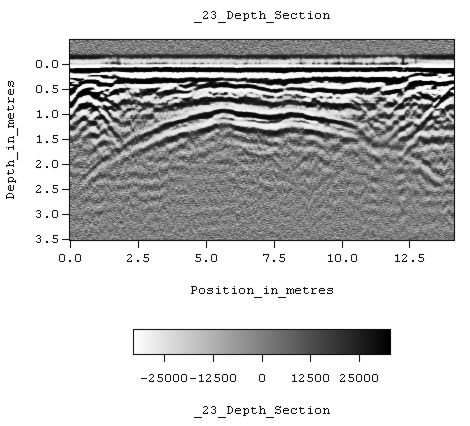
透地雷達深度垂直剖面圖顯示了來自上圖墓穴探測的單一行資料。墓穴的拱頂在地表下深度1到2.5公尺處可見。

透地雷達發射的電磁脈衝訊號會被射入地表之下。地表下的物體和地層將會使電磁脈衝被反射，並且被接收天線收到。探測者可從反射波的傳遞時間得知深度，而這些資料可繪製成圖表上的曲線，例如在平面視圖中將特定的深度分離出來，或作為3維模型。
透地雷達在有利的條件下（均質砂土區域最理想）是相當有用的工具。就和其他使用於考古學的地球物理方式一樣（挖掘除外），透地雷達探測可以發現考古文物所在位置，並且將考古特徵測繪成地圖，而不會有損傷文物的風險。在考古學使用的地球物理探勘方式中，透地雷達可以偵測到一些相對體積較小的物體，並且深度較深，更有辨別異常反射波源深度的能力。透地雷達主要的缺點是在比較不理想的環境中，探測能力會受到嚴重限制。黏土和淤泥等細顆粒沉積物常對透地雷達的探測造成困擾，這是因為這類物質的高電導率會使訊號強度衰減。岩石或不均勻沉積會使透地雷達的訊號被散射，使有效訊號的強度衰減，並使外部雜訊增加。

## 三維成像
單一行透地雷達資料可以顯示地表下特定深度的剖面圖。而系統性的多行資料則可以組成3維或特定剖面影像。探測獲得的資料可以組成3維影像，或水平、垂直的剖面圖。水平的剖面（稱為「深度剖面」或「時間剖面」）是從平面視圖中分離出特定深度而繪成。時間剖面現在是應用在考古學上的標準地球物理技術，這是因為水平圖層通常是表示不同時期文化活動最重要的工具。

## 限制
最常見的使透地雷達功能受到限制的環境是高電導率的物質，例如黏土質土壤和受到鹽分汙染區域。透地雷達在地下物質差異交界處（例如岩石和土壤之間）則會因為訊號被散射而大幅降低其探測能力。
其他目前使用的透地雷達系統還有如下限制：
- 雷達圖的判讀對於新手而言是不直觀的。
- 為了有效地設計、執行透地雷達調查和判讀其資料，必須要有一定的專業知識。
- 大範圍的透地雷達調查相當耗電等能源。

透地雷達的設備至今仍在不斷改進前述的限制中，並且未來的改進是可期待的。

## 功率規定
2005年，歐洲電信標準協會提出透地雷達設備與操作人員的規範文件以防止雷達釋放過量的電磁波輻射。之後成立的歐洲透地雷達協會（EuroGPR）是作為保持透地雷達在歐洲合法使用的代表性組織。

## 類似技術
透地雷達可利用數種技術產生脈衝雷達波： 步進頻率、頻率調制連續波（FMCW）和雜訊。2009年起市場上也開始以数字信号处理計數在透地雷達探測時立即進行訊號處理，而非探測結束後才進行。
有一種特殊的透地雷達系統使用未經調制的連續波訊號。這種全像透地雷達和其他種類的透地雷達不同處在於可取得地表下特定水平面的全像影像。這種雷達的穿透深度相當淺（約20到30公分），但是平面解析度足以分辨土中的埋藏物或空洞、缺陷區域、竊聽設備，或者藏在牆壁中、地板內的物體、結構元件。
透地雷達可裝設於車輛上進行近距離高速道路探測，並且即使是待命狀態，仍然可以進行地雷偵測。
透管雷達（Pipe-Penetrating Radar，PPR）是透地雷達技術應用在鑽孔內的形式，其發射的訊號會直接通過管道和管壁以探測管壁厚度和管壁外的空洞。
透牆雷達的訊號可以穿透牆壁，甚至可以當作警察的動作感應器。
目前有一掃雷計畫是尋求設計一個由軟式飛船搭載的超寬頻合成孔径雷达系統以尋找地雷存在的區域

## 延伸閱讀
- Conyers, L. B. . Walnut Creek, CA., United States: AltaMira Press Ltd. 2004.

考古學的地球物理探勘方法概述可參考以下書籍：
- Clark, Anthony J. . London, United Kingdom: B.T. Batsford Ltd. 1996.
- Gaffney, Chris; John Gater. . Stroud, United Kingdom: Tempus. 2003.

## 外部連結
- EUROGPR – The European GPR regulatory body （页面存档备份，存于）
- Short movie showing acquisition, processing and accuracy of GPR readings （页面存档备份，存于）
- Ground Penetrating Radar Fundamentals
- FDTD Animation of sample GPR propagation on Youtube （页面存档备份，存于）
- ASTM D6432 - 11 Standard Guide for Using the Surface Ground Penetrating Radar Method for Subsurface Investigation （页面存档备份，存于）